# 야녀
"야녀"(夜女)는 한국에서 제작된 고영남 감독의 1974년 영화이다. 윤소라 등이 주연으로 출연하였고 황영실 등이 제작에 참여하였다.

## 출연

### 주연
- 윤소라
- 장혁